# Bhikkhu Bodhi
Bhikkhu Bodhi, né Jeffrey Block, est un moine bouddhiste Theravada américain, ordonné au Sri Lanka et enseignant actuellement dans la région de New York et du New Jersey. Il a été nommé deuxième président de la Buddhist Publication Society et a écrit plusieurs publications fondées sur la tradition bouddhiste Theravada.

## La vie
Jeffrey Block est né le 10 décembre 1944 à Brooklyn, New York, de parents juifs. Il grandit à Borough Park où il fréquente l'école primaire P.S. 160. En 1966, il obtient une licence en philosophie au Brooklyn College. En 1972, il décroche un doctorat en philosophie de la Claremont Graduate University,.
En 1967, alors qu'il est encore étudiant non diplômé, Bodhi est ordonné sāmaṇera (noviciat) dans l'ordre vietnamien du Mahayana. En 1972, après avoir obtenu son diplôme, Bodhi se rend au Sri Lanka où, sous la direction de Balangoda Ananda Maitreya Thero, il reçoit l'ordination sāmaṇera dans l'Ordre Theravada et, en 1973, il est ordonné complètement (Upasampadā) en tant que bhikkhu ou moine Theravāda.
En 1984, succédant au cofondateur Nyanaponika Thera, Bodhi est nommé rédacteur en chef de langue anglaise de la Buddhist Publication Society (BPS, Sri Lanka) et, en 1988, il en devient le président,,. En 2002, il se retire de la direction éditoriale de la société tout en restant son président,,.
En 2000, lors de la première célébration officielle du Vesak aux Nations unies, Bodhi a prononcé le discours d'ouverture.
En 2002, après avoir pris sa retraite en tant que rédacteur en chef de BPS, Bodhi retourne aux États-Unis. Après avoir vécu au monastère de Bodhi (Lafayette Township, New Jersey), il vit et enseigne maintenant au monastère de Chuang Yen (Carmel, New York), et est le président de l'Association bouddhiste des États-Unis,.
Bhikkhu Bodhi est le fondateur de l'organisation Buddhist Global Relief, qui finance des projets de lutte contre la faim et d'autonomisation des femmes dans le monde.

## Œuvres
- Bhikkhu Bodhi, The Discourse on the Fruit of Recluseship (The Samaññaphala Sutta and Its Commentaries), Buddhist Publication Society, 1989 (ISBN 978-9552400452, lire en ligne)
- Bhikkhu Bodhi et Ñāṇamoli Bhikkhu, The Middle Length Discourses of the Buddha: A Translation of the Majjhima Nikaya, Wisdom Publications, 1995 (ISBN 9780861710720)
- Bhikkhu Bodhi, Great Discourse on Causation: Mahanidana Sutta and Its Commentaries, Buddhist Publication Society, 1998 (ISBN 978-9552401176, lire en ligne)
- Bhikkhu Bodhi et Nyanaponika Thera, Numerical Discourses of the Buddha: An Anthology of Suttas from the Anguttara Nikaya, Altamira Press, 2000 (ISBN 978-0742504059)
- Bhikkhu Bodhi, The Connected Discourses of the Buddha: A New Translation of the Samyutta Nikāya, Wisdom Publications, 2000 (ISBN 9780861713318)
- Bhikkhu Bodhi, The Buddha and His Message: Past, Present & Future (United Nations Vesak Day Lecture), Buddhist Publication Society, 2000 (ISBN 9789552403460, lire en ligne)
- Bhikkhu Bodhi, A Comprehensive Manual of Abhidhamma: The Abhidhammattha Sangaha of Ācariya Anuruddha, Pariyatti, 2000 (ISBN 978-1928706021, lire en ligne)
- Bhikkhu Bodhi, The Buddha and His Dhamma, Buddhist Publication Society, 2001 (ISBN 978-9552402012, lire en ligne)
- Bhikkhu Bodhi, In the Buddha's Words: An Anthology of Discourses from the Pali Canon, Wisdom Publications, 2005 (ISBN 9780861714919)
- Bhikkhu Bodhi, The Noble Eightfold Path: Way to the End of Suffering, 3rd, 2006 (ISBN 978-1928706076, lire en ligne)
- Bhikkhu Bodhi, The Discourse on the All-Embracing Net of Views: The Brahmajala Sutta Commentarial Exegesis, 2nd, 2007 (ISBN 978-9552400520, lire en ligne)
- (en) Bhikkhu Bodhi, The Revival of Bhikkhuni Ordination in the Theravada Tradition, Inward Path, 2009 (ISBN 9789833512638, OCLC 921934193)
- Bhikkhu Bodhi, The Numerical Discourses of the Buddha: A Translation of the Anguttara Nikaya, Wisdom Publications, 2012 (ISBN 9781614290407)
- Bhikkhu Bodhi, The Buddha's Teachings on Social and Communal Harmony: An Anthology of Discourses from the Pali Canon, Wisdom Publications, 2016 (ISBN 9781614293552)
- Bhikkhu Bodhi, The Discourse on the Root of Existence: The Mulapariyaya Sutta and its Commentaries, 3rd, 2016 (ISBN 978-955-24-0064-3, lire en ligne)
- Bhikkhu Bodhi, The Suttanipata: An Ancient Collection of the Buddha's Discourses and Its Canonical Commentaries, Wisdom Publications, 2017 (ISBN 9781614294290)
- Bhikkhu Bodhi, Investigating the Dhamma: A Collection of Papers, Pariyatti, 2017 (ISBN 978-1681720685, lire en ligne)
- Bhikkhu Bodhi, Dhamma Reflections: Collected Essays of Bhikkhu Bodhi, Pariyatti, 2017 (ISBN 978-1681720326, lire en ligne)
- Bhikkhu Bodhi, Reading the Buddha's Discourses in Pali: A Practical Guide to the Language of the Ancient Buddhist Canon, Wisdom Publications, 2020 (ISBN 9781614297000)

### Livrets de la BPS (Wheel Publications)
- Nourrir les racines et autres essais sur l'éthique bouddhiste (WH259/260)
- Maha Kaccana : Maître de l'exposition doctrinale (WH405/406)
- Face à l'avenir : quatre essais sur la pertinence sociale du bouddhisme (WH438/440)

### Essais de la BPS (Bodhi Leaf Publications)
- Goût de la liberté (BL71)
- Le message vivant du Dhammapada (BL129)
- Discours des anciennes religieuses (BL143)